# Vladimir Silva
Vladimir Silva Campos fue uno de los músicos de la banda chilena Illapu, donde pasó tres años. Domina más de 30 instrumentos. Ha trabajado en muchos proyectos musicales como lo son Illapu y Pullay, y también se ha dedicado a trabajos musicales independiantes, poseyendo cuatro discos.